# Йосіда Мая
Йосіда Мая (яп. 吉田麻也, нар. 24 серпня 1988, Нагасакі, Японія) — японський футболіст, захисник німецького «Шальке 04» і національної збірної Японії.

## Клубна кар'єра
Вихованець футбольної школи клубу «Нагоя Грампус». Йосіда грав на позиції опорного півзахисника під час виступів у юнацькій команді «Нагоя Грампус», але був переміщений на позицію центрального захисника після зарахування в першу команду. Забив історичний перший гол «Нагоя Грампус» в Лізі чемпіонів у грі проти «Ульсан Хенде» 10 березня 2009 року.
У грудні 2009 підписав контакт з нідерландським клубом «ВВВ-Венло» . Граючи у складі «ВВВ-Венло» також здебільшого виходив на поле в основному складі команди.
30 серпня 2012 року уклав трирічний контракт з англійським «Саутгемптоном» Згодом контракт подовжувався і загалом японець відіграв за «святих» сім з половиною сезонів, взявши за цей час 192 матчів у всіх турнірах.
31 січня 2019 року був орендований «Сампдорією», а влітку того ж року досвідчений захисник уклав з італійським клубом повноцінний однорічний контракт. Загалом відіграв за цю команду два з половиною сезони, взявши участь у 72 іграх Серії A.
5 липня 2022 року уклав однорічний контракт з німецьким «Шальке 04».

## Виступи за збірні
Залучався до складу молодіжної збірної Японії. На молодіжному рівні зіграв у 4 офіційних матчах.
Отриував виклики в олімпійську збірну Японії на Олімпіади 2008 року в Пекіні та 2012 в Лондоні.
Дебютував за національну збірну Японії 6 січня 2010 року у матчі кваліфікації Кубка Азії проти збірної Ємену.
У складі збірної був учасником кубка Азії 2011 року, здобувши того року титул переможця турніру, розіграшу Кубка конфедерацій 2013 року і чемпіонату світу 2014  в Бразилії, а також кубка Азії 2015 року.
31 травня 2018 року був включений до заявки збірної на тогорічний чемпіонат світу. Був основним гравцем збірної на турнірі, взявши участь в усіх чотирьох іграх японців, які вибули з боротьби на стадії 1/8 фіналу.
Наступного року був капітаном японської команди на Кубку Азії 2019, взявши участь у шести матчах, включаючи фінальну гру, в якій Японія поступилася збірній Катару.
| Дата       | Місто          | Господарі         | Результат               | Гості                | Турнір                        | Голи | Примітки   |
| ---------- | -------------- | ----------------- | ----------------------- | -------------------- | ----------------------------- | ---- | ---------- |
| 6-1-2010   | Сана           | Ємен              | 2 – 3                   | Японія               | Відбір до Кубка Азії 2011     | -    |            |
| 9-1-2011   | Доха           | Японія            | 1 – 1                   | Йорданія             | Кубок Азії 2011 - 1-й етап    | 1    |            |
| 13-1-2011  | Доха           | Сирія             | 1 – 2                   | Японія               | Кубок Азії 2011 - 1-й етап    | -    | 67'        |
| 17-1-2011  | Доха           | Саудівська Аравія | 0 – 5                   | Японія               | Кубок Азії 2011 - 1-й етап    | -    | 63'        |
| 21-1-2011  | Доха           | Японія            | 3 – 2                   | Катар                | Кубок Азії 2011 - чвертьфінал | -    | 46', 63'   |
| 29-1-2011  | Доха           | Австралія         | 0 – 1 д.ч.              | Японія               | Кубок Азії 2011 - Фінал       | -    |            |
| 7-6-2011   | Йокогама       | Японія            | 0 – 0                   | Чехія                | товариський матч              | -    |            |
| 10-8-2011  | Саппоро        | Японія            | 3 – 0                   | Південна Корея       | товариський матч              | -    |            |
| 2-9-2011   | Сайтама        | Японія            | 1 – 0                   | Північна Корея       | Відбір до ЧС 2014             | 1    |            |
| 6-9-2011   | Ташкент        | Узбекистан        | 1 – 1                   | Японія               | Відбір до ЧС 2014             | -    |            |
| 7-10-2011  | Кобе           | Японія            | 1 – 0                   | В'єтнам              | товариський матч              | -    | 68'        |
| 11-10-2011 | Осака          | Японія            | 8 – 0                   | Таджикистан          | Відбір до ЧС 2014             | -    |            |
| 11-11-2011 | Душанбе        | Таджикистан       | 0 – 4                   | Японія               | Відбір до ЧС 2014             | -    |            |
| 29-2-2012  | Тойота         | Японія            | 0 – 1                   | Узбекистан           | Відбір до ЧС 2014             | -    |            |
| 3-6-2012   | Сайтама        | Японія            | 3 – 0                   | Оман                 | Відбір до ЧС 2014             | -    |            |
| 8-6-2012   | Сайтама        | Японія            | 6 – 0                   | Йорданія             | Відбір до ЧС 2014             | -    | 44'        |
| 15-8-2012  | Саппоро        | Японія            | 1 – 1                   | Венесуела            | товариський матч              | -    |            |
| 6-9-2012   | Ніїґата        | Японія            | 1 – 0                   | ОАЕ                  | товариський матч              | -    |            |
| 11-9-2012  | Сайтама        | Японія            | 1 – 0                   | Ірак                 | Відбір до ЧС 2014             | -    |            |
| 12-10-2012 | Сен-Дені       | Франція           | 0 – 1                   | Японія               | товариський матч              | -    |            |
| 16-10-2012 | Вроцлав        | Японія            | 0 – 4                   | Бразилія             | товариський матч              | -    | 89'        |
| 14-11-2012 | Маскат         | Оман              | 1 – 2                   | Японія               | Відбір до ЧС 2014             | -    |            |
| 6-2-2013   | Кобе           | Японія            | 3 – 0                   | Латвія               | товариський матч              | -    |            |
| 22-3-2013  | Доха           | Японія            | 2 – 1                   | Канада               | товариський матч              | -    |            |
| 26-3-2013  | Амман          | Йорданія          | 2 – 1                   | Японія               | Відбір до ЧС 2014             | -    |            |
| 30-5-2013  | Тойота         | Японія            | 0 – 2                   | Болгарія             | товариський матч              | -    | 46'        |
| 4-6-2013   | Сайтама        | Японія            | 1 – 1                   | Австралія            | Відбір до ЧС 2014             | -    |            |
| 15-6-2013  | Бразиліа       | Бразилія          | 3 – 0                   | Японія               | Кубок Конфедерацій            | -    |            |
| 19-6-2013  | Ресіфі         | Італія            | 4 – 3                   | Японія               | Кубок Конфедерацій            | -    |            |
| 22-6-2013  | Белу-Оризонті  | Японія            | 1 – 2                   | Мексика              | Кубок Конфедерацій            | -    | 65'        |
| 14-8-2013  | Повіт Міяґі    | Японія            | 2 – 4                   | Уругвай              | товариський матч              | -    | 56'        |
| 6-9-2013   | Осака          | Японія            | 3 – 0                   | Гватемала            | товариський матч              | -    |            |
| 10-9-2013  | Йокогама       | Японія            | 3 – 1                   | Гана                 | товариський матч              | -    |            |
| 11-10-2013 | Новий Сад      | Сербія            | 2 – 0                   | Японія               | товариський матч              | -    |            |
| 15-10-2013 | Мінськ         | Білорусь          | 1 – 0                   | Японія               | товариський матч              | -    |            |
| 16-11-2013 | Генк           | Нідерланди        | 2 – 2                   | Японія               | товариський матч              | -    |            |
| 19-11-2013 | Брюссель       | Бельгія           | 2 – 3                   | Японія               | товариський матч              | -    |            |
| 5-3-2014   | Токіо          | Японія            | 4 – 2                   | Нова Зеландія        | товариський матч              | -    |            |
| 27-5-2014  | Сайтама        | Японія            | 1 – 0                   | Кіпр                 | товариський матч              | -    | 46'        |
| 2-6-2014   | Тампа          | Коста-Рика        | 1 – 3                   | Японія               | товариський матч              | -    |            |
| 7-6-2014   | Тампа          | Японія            | 4 – 3                   | Замбія               | товариський матч              | -    | 82'        |
| 14-6-2014  | Ресіфі         | Кот-д'Івуар       | 2 – 1                   | Японія               | ЧС 2014 - 1-й етап            | -    | 23'        |
| 19-6-2014  | Натал          | Японія            | 0 – 0                   | Греція               | ЧС 2014 - 1-й етап            | -    |            |
| 24-6-2014  | Куяба          | Японія            | 1 – 4                   | Колумбія             | ЧС 2014 - 1-й етап            | -    |            |
| 5-9-2014   | Саппоро        | Японія            | 0 – 2                   | Уругвай              | товариський матч              | -    |            |
| 9-9-2014   | Йокогама       | Японія            | 2 – 2                   | Венесуела            | товариський матч              | -    |            |
| 14-11-2014 | Тойота         | Японія            | 6 – 0                   | Гондурас             | товариський матч              | 1    |            |
| 18-11-2014 | Осака          | Японія            | 2 – 1                   | Австралія            | товариський матч              | -    |            |
| 12-1-2015  | Ньюкасл        | Японія            | 4 – 0                   | Палестина            | Кубок Азії 2015 - 1-й етап    | 1    |            |
| 16-1-2015  | Брисбен        | Ірак              | 0 – 1                   | Японія               | Кубок Азії 2015 - 1-й етап    | -    |            |
| 20-1-2015  | Мельбурн       | Японія            | 2 – 0                   | Йорданія             | Кубок Азії 2015 - 1-й етап    | -    |            |
| 23-1-2015  | Сідней         | Японія            | 1 – 1 д.ч. (4 – 5 п.п.) | ОАЕ                  | Кубок Азії 2015 - чвертьфінал | -    |            |
| 27-3-2015  | Оїта           | Японія            | 2 – 0                   | Туніс                | товариський матч              | -    |            |
| 11-6-2015  | Йокогама       | Японія            | 4 – 0                   | Ірак                 | товариський матч              | -    |            |
| 16-6-2015  | Сайтама        | Японія            | 0 – 0                   | Сінгапур             | Відбір до ЧС 2018             | -    |            |
| 3-9-2015   | Сайтама        | Японія            | 3 – 0                   | Камбоджа             | Відбір до ЧС 2018             | 1    |            |
| 8-9-2015   | Тегеран        | Афганістан        | 0 – 6                   | Японія               | Відбір до ЧС 2018             | -    |            |
| 8-10-2015  | Ес-Сіб         | Сирія             | 0 – 3                   | Японія               | Відбір до ЧС 2018             | -    |            |
| 13-10-2015 | Тегеран        | Іран              | 1 – 1                   | Японія               | товариський матч              | -    | 31'        |
| 12-11-2015 | Сінгапур       | Сінгапур          | 0 – 3                   | Японія               | Відбір до ЧС 2018             | 1    |            |
| 17-11-2015 | Пномпень       | Камбоджа          | 0 – 2                   | Японія               | Відбір до ЧС 2018             | -    |            |
| 24-3-2016  | Сайтама        | Японія            | 5 – 0                   | Афганістан           | Відбір до ЧС 2018             | 1    |            |
| 29-3-2016  | Сайтама        | Японія            | 5 – 0                   | Сирія                | Відбір до ЧС 2018             | -    |            |
| 3-6-2016   | Тойота         | Японія            | 7 – 2                   | Болгарія             | товариський матч              | 2    | 83'        |
| 7-6-2016   | Суйта          | Японія            | 1 – 2                   | Боснія і Герцеговина | товариський матч              | -    |            |
| 1-9-2016   | Сайтама        | Японія            | 1 – 2                   | ОАЕ                  | Відбір до ЧС 2018             | -    | 19'        |
| 6-9-2016   | Бангкок        | Таїланд           | 0 – 2                   | Японія               | Відбір до ЧС 2018             | -    |            |
| 6-10-2016  | Сайтама        | Японія            | 2 – 1                   | Ірак                 | Відбір до ЧС 2018             | -    |            |
| 11-10-2016 | Мельбурн       | Австралія         | 1 – 1                   | Японія               | Відбір до ЧС 2018             | -    |            |
| 11-11-2016 | Касіма         | Японія            | 4 – 0                   | Оман                 | товариський матч              | -    | 78'        |
| 15-11-2016 | Токіо          | Японія            | 2 – 1                   | Саудівська Аравія    | Відбір до ЧС 2018             | -    |            |
| 23-3-2017  | Аль-Айн        | ОАЕ               | 0 – 2                   | Японія               | Відбір до ЧС 2018             | -    | кап.       |
| 28-3-2017  | Сайтама        | Японія            | 4 – 0                   | Таїланд              | Відбір до ЧС 2018             | 1    | кап.       |
| 7-6-2017   | Тьофу          | Японія            | 1 – 1                   | Сирія                | товариський матч              | -    | кап.       |
| 13-6-2017  | Тегеран        | Ірак              | 1 – 1                   | Японія               | Відбір до ЧС 2018             | -    |            |
| 31-8-2017  | Сайтама        | Японія            | 2 – 0                   | Австралія            | Відбір до ЧС 2018             | -    |            |
| 5-9-2017   | Джидда         | Саудівська Аравія | 1 – 0                   | Японія               | Відбір до ЧС 2018             | -    | 20'        |
| 6-10-2017  | Toyota         | Японія            | 2 – 1                   | Нова Зеландія        | товариський матч              | -    |            |
| 10-11-2017 | Вільнев-д'Аск  | Японія            | 1 – 3                   | Бразилія             | товариський матч              | -    | 9'         |
| 14-11-2017 | Брюгге         | Бельгія           | 1 – 0                   | Японія               | товариський матч              | -    | кап.       |
| 30-5-2018  | Йокогама       | Японія            | 0 – 2                   | Гана                 | товариський матч              | -    |            |
| 8-6-2018   | Лугано         | Швейцарія         | 2 – 0                   | Японія               | товариський матч              | -    |            |
| 19-6-2018  | Саранськ       | Колумбія          | 1 – 2                   | Японія               | ЧС 2018 - 1-й етап            | -    |            |
| 24-6-2018  | Єкатеринбург   | Японія            | 2 – 2                   | Сенегал              | ЧС 2018 - 1-й етап            | -    |            |
| 28-6-2018  | Волгоград      | Японія            | 0 – 1                   | Польща               | ЧС 2018 - 1-й етап            | -    |            |
| 2-7-2018   | Ростов-на-Дону | Бельгія           | 3 – 2                   | Японія               | ЧС 2018 - 1/8 фіналу          | -    |            |
| 16-10-2018 | Сайтама        | Японія            | 4 – 3                   | Уругвай              | товариський матч              | -    | кап.       |
| 16-11-2018 | Оїта           | Японія            | 1 – 1                   | Венесуела            | товариський матч              | -    | кап.       |
| 20-11-2018 | Тойота         | Японія            | 4 – 0                   | Киргизстан           | товариський матч              | -    | 61'        |
| 9-1-2019   | Абу-Дабі       | Японія            | 3 – 2                   | Туркменістан         | Кубок Азії 2019 - 1-й етап    | -    | кап.       |
| 13-1-2019  | Абу-Дабі       | Оман              | 0 – 1                   | Японія               | Кубок Азії 2019 - 1-й етап    | -    | кап.       |
| 21-1-2019  | Шарджа (місто) | Японія            | 1 – 0                   | Саудівська Аравія    | Кубок Азії 2019 - 1/8 фіналу  | -    | кап.       |
| 24-1-2019  | Дубай (місто)  | В'єтнам           | 0 – 1                   | Японія               | Кубок Азії 2019 - чвертьфінал | -    | кап.       |
| 28-1-2019  | Аль-Айн        | Іран              | 0 – 3                   | Японія               | Кубок Азії 2019 - півфінал    | -    | кап.       |
| 1-2-2019   | Абу-Дабі       | Японія            | 1 – 3                   | Катар                | Кубок Азії 2019 - Фінал       | -    | кап. 82'   |
| 5-9-2019   | Касіма         | Японія            | 2 – 0                   | Парагвай             | товариський матч              | -    | кап.       |
| 10-9-2019  | Янгон          | М'янма            | 0 – 2                   | Японія               | Відбір до ЧС 2022             | -    | кап.       |
| 10-10-2019 | Сайтама        | Японія            | 6 – 0                   | Монголія             | Відбір до ЧС 2022             | 1    | кап.       |
| 15-10-2019 | Душанбе        | Таджикистан       | 0 – 3                   | Японія               | Відбір до ЧС 2022             | -    | кап.       |
| 14-11-2019 | Бішкек         | Киргизстан        | 0 – 2                   | Японія               | Відбір до ЧС 2022             | -    | кап.       |
| 9-10-2020  | Утрехт         | Японія            | 0 – 0                   | Камерун              | товариський матч              | -    | кап.       |
| 13-10-2020 | Утрехт         | Японія            | 1 – 0                   | Кот-д'Івуар          | товариський матч              | -    | кап.       |
| 12-11-2020 | Грац           | Японія            | 1 – 0                   | Панама               | товариський матч              | -    | кап. 90+6' |
| 17-11-2020 | Грац           | Японія            | 0 – 2                   | Мексика              | товариський матч              | -    | кап.       |
| 25-3-2021  | Йокогама       | Японія            | 3 – 0                   | Південна Корея       | товариський матч              | -    | кап.       |
| 30-3-2021  | Тіба           | Монголія          | 0 – 14                  | Японія               | Відбір до ЧС 2022             | -    | кап. 64'   |
| 28-5-2021  | Тіба           | Японія            | 10 – 0                  | М'янма               | Відбір до ЧС 2022             | -    | кап. 46'   |
| 2-9-2021   | Суйта          | Японія            | 0 – 1                   | Оман                 | Відбір до ЧС 2022             | -    | кап.       |
| 7-9-2021   | Доха           | КНР               | 0 – 1                   | Японія               | Відбір до ЧС 2022             | -    | кап.       |
| 7-10-2021  | Джидда         | Саудівська Аравія | 1 – 0                   | Японія               | Відбір до ЧС 2022             | -    | кап.       |
| 12-10-2021 | Сайтама        | Японія            | 2 – 1                   | Австралія            | Відбір до ЧС 2022             | -    | кап.       |
| 11-11-2021 | Ханой          | В'єтнам           | 0 – 1                   | Японія               | Відбір до ЧС 2022             | -    | кап.       |
| 16-11-2021 | Маскат         | Оман              | 0 – 1                   | Японія               | Відбір до ЧС 2022             | -    | кап.       |
| 24-3-2022  | Сідней         | Австралія         | 0 – 2                   | Японія               | Відбір до ЧС 2022             | -    | кап.       |
| 29-3-2022  | Сайтама        | Японія            | 1 – 1                   | В'єтнам              | Відбір до ЧС 2022             | 1    | кап.       |
| 2-6-2022   | Саппоро        | Японія            | 4 – 1                   | Парагвай             | товариський матч              | -    | кап. 46'   |
| 6-6-2022   | Токіо          | Японія            | 0 – 1                   | Бразилія             | товариський матч              | -    | кап.       |
| 10-6-2022  | Кобе           | Японія            | 4 – 1                   | Гана                 | товариський матч              | -    | кап. 46'   |
| 14-6-2022  | Суйта          | Японія            | 0 – 3                   | Туніс                | товариський матч              | -    | кап.       |
| Усього     |                | Матчів (4 місце)  | 119                     |                      | Голів                         | 12   |            |

## Досягнення
- Володар Кубка Азії: 2011
- Срібний призер Кубка Азії: 2019